# Sarah Gilbert

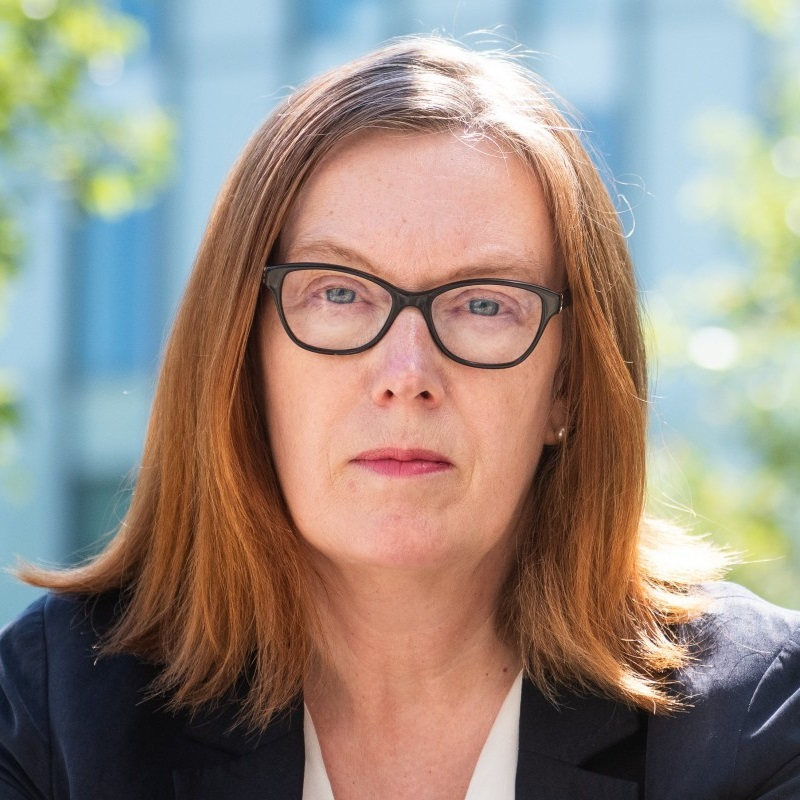
Sarah Gilbert (2021)

Dame Sarah Catherine Gilbert, DBE (* April 1962 in Kettering (Northamptonshire)) ist eine britische Impfstoffforscherin und Professorin für Impfstoffe an der University of Oxford. Sie hat sich auf die Entwicklung von Impfstoffen gegen Influenzaviren und neu auftretende virale Krankheitserreger spezialisiert. Sie leitete die Entwicklung und Tests eines universellen Impfstoffes gegen Influenzaviren im Jahr 2011 und war an der Entwicklung des COVID-19-Impfstoffs Vaxzevria federführend beteiligt.

## Werdegang
Gilbert wurde als Tochter einer Englischlehrerin und eines Angestellten in der Schuhindustrie in Kettering (Northamptonshire) geboren, wo sie auch die High School besuchte. Dort traf sie die Entscheidung, in der Medizin zu arbeiten. Sie machte den Bachelor of Science in Biologie an der University of East Anglia. Anschließend ging sie für das Doktorat an die University of Hull. Dort untersuchte sie die Genetik und Biochemie der Hefe Rhodosporidium toruloides.
Nach dem Studium arbeitete Gilbert zunächst an einem Brauereiforschungsinstitut. Danach wechselte sie zur Universität of Oxford, wo sie über die Genetik der Malaria forschte, was später zur Forschung über Malariaimpfstoffe führte. Anschließend wurde sie in Oxford zur Professorin an das Jenner Institute berufen, wo sie eine eigene Forschungsgruppe zur Entwicklung eines allgemeinen Grippeimfstoffes gründete. 2014 startete Gilbert den ersten Test eines Impfstoffes gegen das Ebolavirus. Außerdem arbeitete Gilbert an einem Impfstoff gegen MERS-CoV, der sich in der zweiten Testphase befand, als die COVID-19-Pandemie ausbrach. Gilbert erkannte, dass die Arbeiten zur Immunisierung gegen MERS-CoV auch beim Kampf gegen COVID-19 nützlich sind. Der daraufhin entwickelte COVID-19-Impfstoff Vaxzevria wurde in Zusammenarbeit mit der Pharmafirma AstraZeneca Ende 2020 in Großbritannien mit einer Notfallzulassung zugelassen. In der EU erhielt der Impfstoff Ende Januar 2021 eine bedingte Marktzulassung, die Weltgesundheitsorganisation erteilte Mitte Februar 2021 eine Notfallzulassung für das COVAX-Impfprogramm. Bei dem Impfstoff handelte es sich um einen Vektorimpfstoff auf Basis eines Adenovirus.

## Privates
Gilbert ist Mutter von Drillingen. Ihr Ehemann gab seine Arbeitsstelle zugunsten von Sarah Gilberts Karriere auf.

## Auszeichnungen
- Juni 2021 Erhebung in den Ritterstand als Dame Commander des Order of the British Empire (DBE)[4]
- 2021 Prinzessin-von-Asturien-Preis in der Kategorie "Wissenschaftliche Forschung"[5]
- 2021 Richard-Dimbleby-Vorlesung im Fernsehprogramm der BBC[6][7][8][9]
- 2022 Internationaler König-Faisal-Preis[10]
- 2023 Mitglied der Royal Society
- 2023 Park MahnHoon Award des International Vaccine Instituts.[11]

## Publikationen (Auswahl)
Nach Google Scholar hat Gilbert einen h-Index von 101 (Stand: 15. März 2024). Ihre Publikationen umfassen:
- Jörg Schneider, Sarah C. Gilbert, Tom J. Blanchard, Tomas Hanke, Kathryn J. Robson, Carolyn M. Hannan, Marion Becker, Robert Sinden, Geoffrey L. Smith, Adrian V.S. Hill: Enhanced immunogenicity for CD8+ T cell induction and complete protective efficacy of malaria DNA vaccination by boosting with modified vaccinia virus Ankara. In: Nature Medicine. 4. Jahrgang, Nr. 4, 1998, ISSN 1078-8956, S. 397–402, doi:10.1038/nm0498-397, PMID 9546783.
- H McShane, A A Pathan, C R Sander, S M Keating, S C Gilbert, K Huygen, H A Fletcher, A V S Hill: Erratum: Recombinant modified vaccinia virus Ankara expressing antigen 85A boosts BCG-primed and naturally acquired antimycobacterial immunity in humans. In: Nature Medicine. 10. Jahrgang, Nr. 12, Dezember 2004, ISSN 1078-8956, S. 1397–1397, doi:10.1038/nm1204-1397a.
- Samuel J. McConkey, William H. H. Reece, Vasee S. Moorthy, Daniel Webster, Susanna Dunachie, Geoff Butcher, Jenni M. Vuola, Tom J. Blanchard, Philip Gothard, Kate Watkins, Carolyn M. Hannan: Enhanced T-cell immunogenicity of plasmid DNA vaccines boosted by recombinant modified vaccinia virus Ankara in humans. In: Nature Medicine. 9. Jahrgang, Nr. 6, 2003, ISSN 1546-170X, S. 729–735, doi:10.1038/nm881, PMID 12766765 (englisch).
- S. C. Gilbert: Association of Malaria Parasite Population Structure, HLA, and Immunological Antagonism. In: Science. 279. Jahrgang, Nr. 5354, 20. Februar 1998, ISSN 0036-8075, S. 1173–1177, doi:10.1126/science.279.5354.1173, PMID 9469800.